# Brüggler (Notabelngeschlecht)

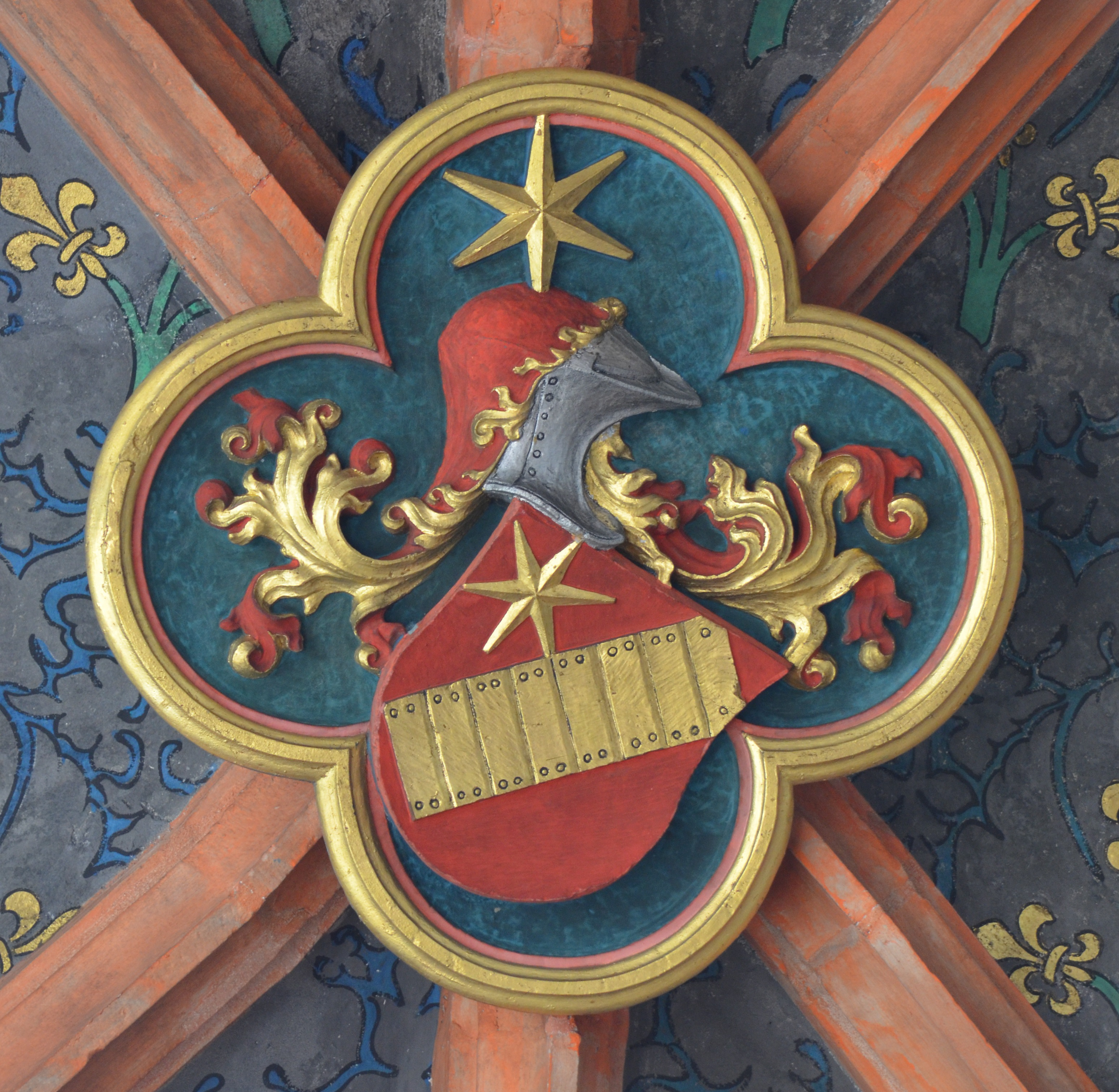
Berner Münster, Brügglerkapelle, Schlussstein mit Wappen Brüggler

Die Familie Brüggler war eine Berner Notabelnfamilie, die der Gesellschaft zu Mittellöwen angehörte und 1630 im Mannsstamm erlosch.

## Geschichte
Ein Rudolf Brüggler wird 1333 als Burger von Bern in einer Verkaufsurkunde genannt. Der notable Ludwig Brüggler heiratete 1380 Margarete Schopfer. Er bekleidete verschiedene politische Ämter und gelangte 1411 in den Kleinen Rat. Dessen Urenkel Ludwig Brüggler († 1479) verheiratete sich mit Cäcilia von Buch und kam dadurch in den Besitz der Herrschaften Mühleberg, Englisberg und Riedburg. In zweiter Ehe war er verheiratet mit Barbara von Erlach († 1502). Sulpitius Brüggler († 1600) heiratete 1564 Beatrix von Erlach und besass dadurch die Herrschaften Hindelbank und Mattstetten. Dessen Vetter Ludwig Brüggler (1543–1602) heiratete 1567 Salome Nägeli, Tochter des Hans Franz Nägeli und Erbin der Herrschaft Bremgarten. Kaiser Rudolf II. erhob die Brüggler 1587 in den Adelsstand. Die Familie erlosch 1630 mit dem Grossrat Christoph Brüggler.

## Personen
- Peter Brüggler († um 1469), Venner, Vogt im Oberen Spital
- Ludwig Brüggler († 1479), Venner, Schultheiss von Thun
- Sulpitius Brüggler († um 1493), Herr zu Mühleberg, Vogt zu Aarwangen, Venner
- Sulpitius Brüggler († 1600), Herr zu Hindelbank und Mattstetten